# Campeonato Argentino de Rugby 1974
El Campeonato Argentino de Rugby de 1974 fue la trigésima edición del torneo de uniones regionales organizado por la Unión Argentina de Rugby. Se llevó a cabo entre el 20 de junio y el 17 de agosto de 1974, con la Unión de Rugby de Mar del Plata siendo elegida como sede de las fases finales por segunda vez, luego de la organizada en 1970.
Participó por primera vez en esta edición la Unión Tandilense de Rugby. Afiliada a la Unión Argentina de Rugby en 1973, esta unión representaba a clubes de Azul, Olavarría, Benito Juárez y Tandil, ciudades del centro-sur de la Provincia de Buenos Aires unidas por el Sistema de Tandilia.
Buenos Aires derrotó en la final a la Unión de Rugby de Cuyo por 16-13, obteniendo así su décimo-segundo título y convirtiéndose en el equipo con más títulos en la historia del torneo.

## Equipos participantes
Participaron de esta edición dieciséis equipos: quince uniones provinciales y la Unión Argentina de Rugby, representada por el equipo de Buenos Aires. 
| Equipo        | Unión                                                |
| ------------- | ---------------------------------------------------- |
| Alto Valle    | Unión de Rugby del Alto Valle de Río Negro y Neuquén |
| Austral       | Unión de Rugby Austral                               |
| Buenos Aires  | Unión Argentina de Rugby                             |
| Chubut        | Unión de Rugby del Valle del Chubut                  |
| Córdoba       | Unión Cordobesa de Rugby                             |
| Cuyo          | Unión de Rugby de Cuyo                               |
| Jujuy         | Unión Jujeña de Rugby                                |
| Mar del Plata | Unión de Rugby de Mar del Plata                      |
| Nordeste      | Unión de Rugby del Nordeste                          |
| Rosario       | Unión de Rugby de Rosario                            |
| Salta         | Unión de Rugby de Salta                              |
| San Juan      | Unión Sanjuanina de Rugby                            |
| Santa Fe      | Unión Santafesina de Rugby                           |
| Sur           | Unión de Rugby del Sur                               |
| Tandil        | Unión Tandilense de Rugby                            |
| Tucumán       | Unión de Rugby de Tucumán                            |

## Nuevo formato
En 1973 se decidió modificar el formato de la competición:
- Se dividió el país en cuatro zonas geográficas (I, II, III y IV), cada una con una subsede fija rotativa y resolviéndose cada uno a eliminación directa.
- Cabeza de zona serían los equipos semifinalistas del Campeonato Argentino anterior (en este caso Buenos Aires, Córdoba, Cuyo y Rosario).
- Los ganadores de dos zonas clasifican directamente a semifinales, mientras que los ganadores de las dos zonas restantes juegan un partido interzonal para definir al tercer semifinalista. La unión sede de la fase final clasifica directamente a semifinales.

## Primera fase

### Zona 1
La subsede de la Zona 1 fue Bahía Blanca bajo la jurisdicción de la Unión de Rugby del Sur. Por razones de fuerza mayor, el encuentro entre Buenos Aires y la Unión Jujeña de Rugby se debió disputar en las instalaciones del Club Atlético San Isidro.
|  | Semifinales  | Semifinales  | Semifinales  |              |     | Final       | Final       | Final       |  |
|  | 21 de julio  | 21 de julio  | 21 de julio  |              |     | 28 de julio | 28 de julio | 28 de julio |  |
|  |              |              |              |              |     |             |             |             |  |
|  |              |              |              |              |     |             |             |             |  |
|  | Sur          | Sur          | 40           |              |     |             |             |             |  |
|  | Sur          | Sur          | 40           |              |     |             |             |             |  |
|  | Austral      | Austral      | 6            |              |     |             |             |             |  |
|  | Austral      | Austral      | 6            |              | Sur | Sur         | 4           |             |  |
|  |              |              |              |              | Sur | Sur         | 4           |             |  |
|  |              |              | Buenos Aires | Buenos Aires | 92  |             |             |             |  |
|  | Buenos Aires | Buenos Aires | Buenos Aires | Buenos Aires | 92  | 122         |             |             |  |
|  | Buenos Aires | Buenos Aires |              |              |     | 122         |             |             |  |
|  | Jujuy        | Jujuy        | 0            |              |     |             |             |             |  |
|  | Jujuy        | Jujuy        | 0            |              |     |             |             |             |  |
|  |              |              |              |              |     |             |             |             |  |

| 21 de julio | Sur | 40 - 6  | Austral | Bahía Blanca,                               |                                             |
|             |     | Reporte |         | Árbitro(s): Oscar Espinosa (Mar del Plata). | Árbitro(s): Oscar Espinosa (Mar del Plata). |

| 21 de julio | Buenos Aires | 122 - 0 | Jujuy | CASI, San Isidro                         |                                          |
|             |              | Reporte |       | Árbitro(s): Marcelo Vitón (Bahía Blanca) | Árbitro(s): Marcelo Vitón (Bahía Blanca) |

| 28 de julio | Sur | 4 - 92  | Buenos Aires | Bahía Blanca,                            |                                          |
|             |     | Reporte |              | Árbitro(s): Sergio Losada (Buenos Aires) | Árbitro(s): Sergio Losada (Buenos Aires) |

### Zona 2
La subsede de la Zona 2 fue San Miguel de Tucumán, en las instalaciones del Tucumán Lawn Tennis Club. La Unión Cordobesa de Rugby venció en la final a los locales en tiempo suplementario, al terminar empatado en 9 puntos a los 80 minutos.
|  | Semifinales | Semifinales | Semifinales    |                |         | Final       | Final       | Final       |  |
|  | 20 de junio | 20 de junio | 20 de junio    |                |         | 22 de junio | 22 de junio | 22 de junio |  |
|  |             |             |                |                |         |             |             |             |  |
|  |             |             |                |                |         |             |             |             |  |
|  | Tucumán     | Tucumán     | 41             |                |         |             |             |             |  |
|  | Tucumán     | Tucumán     | 41             |                |         |             |             |             |  |
|  | Santa Fe    | Santa Fe    | 6              |                |         |             |             |             |  |
|  | Santa Fe    | Santa Fe    | 6              |                | Tucumán | Tucumán     | 9           |             |  |
|  |             |             |                |                | Tucumán | Tucumán     | 9           |             |  |
|  |             |             | Córdoba (t.e.) | Córdoba (t.e.) | 15      |             |             |             |  |
|  | Córdoba     | Córdoba     | Córdoba (t.e.) | Córdoba (t.e.) | 15      | 51          |             |             |  |
|  | Córdoba     | Córdoba     |                |                |         | 51          |             |             |  |
|  | Salta       | Salta       | 6              |                |         |             |             |             |  |
|  | Salta       | Salta       | 6              |                |         |             |             |             |  |
|  |             |             |                |                |         |             |             |             |  |

| 20 de junio | Tucumán | 41 - 6  | Santa Fe | La Caldera del Parque, Lawn Tennis, Tucumán |  |
|             |         | Reporte |          |                                             |  |

| 20 de junio | Córdoba | 51 - 6  | Salta | Tucumán Lawn Tennis, Tucumán |  |
|             |         | Reporte |       |                              |  |

| 22 de junio | Tucumán | 9 - 15 (t.e.) | Córdoba | Tucumán Lawn Tennis, Tucumán |  |
|             |         | Reporte       |         |                              |  |

### Zona 3
La subsede de la Zona 3 fue Tandil, ciudad en el centro de la Provincia de Buenos Aires. 
|  | Semifinales | Semifinales | Semifinales |      |        | Final       | Final       | Final       |  |
|  | 27 de julio | 27 de julio | 27 de julio |      |        | 28 de julio | 28 de julio | 28 de julio |  |
|  |             |             |             |      |        |             |             |             |  |
|  |             |             |             |      |        |             |             |             |  |
|  | Tandil      | Tandil      | 26          |      |        |             |             |             |  |
|  | Tandil      | Tandil      | 26          |      |        |             |             |             |  |
|  | Alto Valle  | Alto Valle  | 14          |      |        |             |             |             |  |
|  | Alto Valle  | Alto Valle  | 14          |      | Tandil | Tandil      | 7           |             |  |
|  |             |             |             |      | Tandil | Tandil      | 7           |             |  |
|  |             |             | Cuyo        | Cuyo | 40     |             |             |             |  |
|  | Cuyo        | Cuyo        | Cuyo        | Cuyo | 40     | 21          |             |             |  |
|  | Cuyo        | Cuyo        |             |      |        | 21          |             |             |  |
|  | Nordeste    | Nordeste    | 13          |      |        |             |             |             |  |
|  | Nordeste    | Nordeste    | 13          |      |        |             |             |             |  |
|  |             |             |             |      |        |             |             |             |  |

| 27 de julio | Tandil | 26 - 14 | Alto Valle | Tandil,                                     |                                             |
|             |        | Reporte |            | Árbitro(s): Carlos Di Lucca (Mar del Plata) | Árbitro(s): Carlos Di Lucca (Mar del Plata) |

| 27 de julio | Cuyo | 21 - 13 | Nordeste | Tandil,                                     |                                             |
|             |      | Reporte |          | Árbitro(s): Carlos Di Lucca (Mar del Plata) | Árbitro(s): Carlos Di Lucca (Mar del Plata) |

| 28 de julio | Tandil | 7 - 40  | Cuyo | Tandil,                                     |                                             |
|             |        | Reporte |      | Árbitro(s): Carlos Di Lucca (Mar del Plata) | Árbitro(s): Carlos Di Lucca (Mar del Plata) |

### Zona 4
La subsede de la Zona 4 fue el Club Amancay de la capital de la Provincia de San Juan. 
|  | Semifinales | Semifinales | Semifinales |         |          | Final       | Final       | Final       |  |
|  | 27 de julio | 27 de julio | 27 de julio |         |          | 28 de julio | 28 de julio | 28 de julio |  |
|  |             |             |             |         |          |             |             |             |  |
|  |             |             |             |         |          |             |             |             |  |
|  | San Juan    | San Juan    | 30          |         |          |             |             |             |  |
|  | San Juan    | San Juan    | 30          |         |          |             |             |             |  |
|  | Chubut      | Chubut      | 0           |         |          |             |             |             |  |
|  | Chubut      | Chubut      | 0           |         | San Juan | San Juan    | 6           |             |  |
|  |             |             |             |         | San Juan | San Juan    | 6           |             |  |
|  |             |             | Rosario     | Rosario | 20       |             |             |             |  |
|  |             |             | Rosario     | Rosario | 20       |             |             |             |  |
|  |             |             |             |         |          |             |             |             |  |
|  |             |             |             |         |          |             |             |             |  |
|  |             |             |             |         |          |             |             |             |  |
|  |             |             |             |         |          |             |             |             |  |

| 27 de julio | San Juan | 30 - 0  | Chubut | Club Amancay, Santa Lucía         |                                   |
|             |          | Reporte |        | Árbitro(s): Robin Conti (Rosario) | Árbitro(s): Robin Conti (Rosario) |

| 28 de julio | San Juan | 6 - 20  | Rosario | Club Amancay, Santa Lucía           |                                     |
|             |          | Reporte |         | Árbitro(s): Hugo Girolamo (Mendoza) | Árbitro(s): Hugo Girolamo (Mendoza) |

## Interzonal
El partido interzonal clasificatorio para las semifinales del torneo se disputó entre los ganadores de la Zona 3 y la Zona 4. 
| 3 de agosto | Cuyo | 36 - 9  | Rosario | Marista Rugby Club, Mendoza |                             |
|             |      | Reporte |         | Árbitro(s): José M. Cabanas | Árbitro(s): José M. Cabanas |

## Fase final
La Unión de Rugby de Mar del Plata clasificó directamente a semifinales por ser sede las fases finales.
|  | Semifinales   | Semifinales   | Semifinales  |      |              | Final        | Final        | Final        |  |
|  | 15 de agosto  | 15 de agosto  | 15 de agosto |      |              | 17 de agosto | 17 de agosto | 17 de agosto |  |
|  |               |               |              |      |              |              |              |              |  |
|  |               |               |              |      |              |              |              |              |  |
|  | Buenos Aires  | Buenos Aires  | 37           |      |              |              |              |              |  |
|  | Buenos Aires  | Buenos Aires  | 37           |      |              |              |              |              |  |
|  | Córdoba       | Córdoba       | 10           |      |              |              |              |              |  |
|  | Córdoba       | Córdoba       | 10           |      | Buenos Aires | Buenos Aires | 16           |              |  |
|  |               |               |              |      | Buenos Aires | Buenos Aires | 16           |              |  |
|  |               |               | Cuyo         | Cuyo | 13           |              |              |              |  |
|  | Cuyo          | Cuyo          | Cuyo         | Cuyo | 13           | 6            |              |              |  |
|  | Cuyo          | Cuyo          |              |      |              | 6            |              |              |  |
|  | Mar del Plata | Mar del Plata | 4            |      |              |              |              |              |  |
|  | Mar del Plata | Mar del Plata | 4            |      |              |              |              |              |  |
|  |               |               |              |      |              |              |              |              |  |

### Semifinales
| 15 de agosto | Buenos Aires | 37 - 10 | Córdoba | Parque Camet, Mar del Plata       |                                   |
|              |              | Reporte |         | Árbitro(s): Robin Conti (Rosario) | Árbitro(s): Robin Conti (Rosario) |

| 15 de agosto | Cuyo | 6 - 4   | Mar del Plata | Parque Camet, Mar del Plata               |                                           |
|              |      | Reporte |               | Árbitro(s): Felipe Ferrari (Buenos Aires) | Árbitro(s): Felipe Ferrari (Buenos Aires) |

### Final
| 17 de agosto | Buenos Aires | 16 - 13 | Cuyo | Parque Camet, Mar del Plata |  |
|              |              | Reporte |      |                             |  |

|                       |
| Buenos Aires Campeón  |
| Décimo-segundo título |